# Theophil Bienert
Theophil Joachim Heinrich Bienert (3 de mayo de 1833 - 5 de abril de 1873) fue un farmacéutico, zoólogo y botánico alemán. Obtuvo su doctorado por la Universidad de Leipzig, con una disertación sobre lepidópteros de Persia.

## Algunas publicaciones
- 1871. Lepidopterologische Ergebnisse einer Reise in Persien in den Jahren 1858 und 1859 (Resultados lepidopterológicos de un viaje a Persia en los años 1858 y 1859). 56 pp. Edición reimpresa de Nabu Press, 2011. 58 pp. ISBN 1271930137.[2]

- 1872. Baltische flora, enthaltend die in Est-, Liv- und Kurland wildwachsenden samenpflanzen und höheren sporenpflanzen: Abhandlung. 77 pp.

- 1869. Lepidopterologische Ergebnisse einer Reise in Persien (Lepidoptera resultados de un viaje en Persia). Ed. Druck von C.W. Vollrath. 59 pp.

## Honores

### Eponimia
Géneros
- (Chenopodiaceae) Bienertia Bunge[3]

Especies
- (Asteraceae) Arctium bienertii Kuntze[4]

- (Asteraceae) Cousinia bienerti Bunge[5]

- (Fabaceae) Astracantha bienerti (Bunge) Podlech[6]

- (Ranunculaceae) Adonis bienertii Butkov ex Riedl[7]